# Mimegralla lyra
Mimegralla lyra är en tvåvingeart som beskrevs av Mcalpine 1998. Mimegralla lyra ingår i släktet Mimegralla och familjen skridflugor. Inga underarter finns listade i Catalogue of Life.